# Fluke (groupe)
Pour les articles homonymes, voir Fluke.
Fluke est un groupe anglais de musique électronique formé vers la fin des années 1980 par Mike Bryant, Jon Fugler et Mike Tournier avec Julian Nugent comme manager. À l'origine, ce groupe a été influencé par l'intérêt de ses membres pour la scène acid house toute naissante et en particulier le travail du Cabaret Voltaire et de Giorgio Moroder. Leur style a évolué depuis leurs débuts pour se tourner vers la techno et le big beat.
Le groupe The Prodigy est en quelque sorte dans la lignée de Fluke, mais en allant plus dans le big beat.
Ils ont été remarqués lors de plusieurs apparitions sur des bandes originales, comme sur les jeux WipEout 2097 et Need For Speed: Underground 2, et les films Tomb Raider, Sin City, X-Men 2 et Matrix Reloaded. Le morceau apparaissant dans ce film est nommé Zion,et est également présent sur l'album Puppy sous le nom Another Kind Of Blues. On retrouve dans Sin City ainsi que dans Tomb Raider le morceau Absurd.

## Discographie

### Albums
- The Techno Rose of Blighty (1991)
- Out (In Essence) (1991)
- Six Wheels On My Wagon (1993)
- The Peel Sessions (1994)
- Oto (1995)
- Risotto (1997)
- Progressive History X (2001)
- Progressive History XXX (2002)
- Puppy (2003)